# Seznam vojaških kratic na B
To je seznam vojaških kratic, ki se pričnejo s črko B.

## Seznam
- B/N (angleško Bombardier/Navigator) označuje Bombander/Navigator.
- BAe glej British Aerospace.
- BAOR (angleško British Army On the Rhine) označuje Britanska vojska na Renu.
- BATT (angleško British Army Training Team) označuje Trenažna ekipa britanske kopenske vojske.
- BDAT (angleško Battle Damage Assessment Team) označuje Skupina za ocenjevanje škode, nastale zaradi bojevanje.
- Bde (angleško Brigade) označuje vojaško formacijo Brigada.
- Bef.Wg. (nemško Befehlswagen) označuje Poveljniško vozilo.
- BFBT (angleško British Forces Borneo Territories) označuje Britanske sile Bornejski teritoriji.
- Bfh. (nemško Befehlshaber) označuje Poveljnik.
- BIFV (angleško Bradley Infantry Fighting Vehicle) označuje Bradleyevo pehotno bojno vozilo.
- BGAAWC (angleško Battle Group Anti-Air Warfare Coordinator) označuje Koordinator protiletalskega bojevanje bojne skupine.
- BGS (nemško Bundesgrenzschutz) označuje Zvezna zaščita meje.
- BICES (angleško Battlefield Information Collection and Exploitation System) označuje Bojiščni informacijsko zbirni in pridobitveni sistem.
- BIDS (angleško Biological Integrated Detection System) označuje Vgrajeni detekcijski biološki sistem.
- BITE (angleško Built-In Test Equipment) označuje Vgrajena testna oprema.
- b/k označuje Bojni komplet.
- BMC (francosko Bordel militarie de campagne) označuje Vojaški podeželski bordel.
- BMD (angleško Ballistic Missile Defense) označuje Protibalistična obramba.
- BMEWS (angleško Ballistic Missile Early Warning System) označuje Zgodnji opozorilni sistem pred balističnimi raketami.
- BMP
- BMR (angleško Bomber) označuje Bombnik.
- BMS (angleško Ballistic Missile Ship) označuje tip vojaške ladje Nosilka balističnih raket.
- bMS je slovenska vojaška kratica, ki označuje Bataljon za mednarodno sodelovanje.
- Bn (angleško battalion) označuje vojaško enoto Bataljon.
- BNZP je slovenska vojaška kratica, ki označuje Bataljon za nadzor zračnega prostora.
- bomb/nav (angleško bombardier/navigator) označuje Bomber/Navigator.
- bomb/nav (angleško bombing/navigation) označuje Bombandiranje/Navigacija.
- BOV je slovenska vojaška kratica, ki označuje Bojno oklepno vozilo.
- BOVP je slovenska vojaška kratica, ki označuje Bojno oklepno vozilo pehote.
- BPDMS (angleško Basic Point Defense Missile System) označuje Raketni obrambni sistem.
- BR je slovenska vojaška kratica, ki označuje Brigada.
- BRDM
- Brig (angleško Brigade) označuje vojaško formacijo Brigada.
- Brig (angleško Brigadier) označuje vojaški čin Brigadir.
- BRKBO je slovenska vojaška kratica, ki označuje Bataljon RKBO.
- BRZO je slovenska vojaška kratica, ki označuje Brigada zračne obrambe.
- Btl. (nemško Batallion) označuje vojaško enoto Bataljon.
- BM/C3 (angleško Battlefield Management/Command, Control, and Communications) označuje Bojiščni vodstveno-poveljniški kontrolni in komunikacijski sistem.
- BSLE (francosko Bureau de Sécurité de la Légion Entrangère) označuje Varnostni urad Tujske legije.
- Bty/Btry (angleško Battery) označuje artilerijsko vojaško enoto Baterija.
- BVP je:
- slovenska vojaška kratica, ki označuje Bojno vozilo pehote
- slovenska vojaška kratica, ki označuje Bataljon vojaške policije.
- BVR (angleško Beyond Visual Range) označuje Izven vizualnega dosega.
- BW (angleško Biological Warfare) označuje Biološko bojevanje.
- BWC (angleško Biological Weapons Command) označuje Poveljstvo bioloških orožij.
- bZO je slovenska vojaška kratica, ki označuje Bataljon zračne obrambe.
- BZVEB je slovenska vojaška kratica, ki označuje Bataljon za zveze in elektronsko bojevanje.